# چه کسی سگ می‌گیرد؟ (فیلم ۲۰۱۶)
چه کسی سگ می‌گیرد؟ (به انگلیسی: Who Gets the Dog?) فیلمی محصول سال ۲۰۱۶ و به کارگردانی هاک بوتکو است. در این فیلم بازیگرانی همچون آلیسیا سیلورستون، رایان کوانتن و راندال باتینکف ایفای نقش کرده‌اند.